# Consejo General de Provincia
El Consejo General de Provincia, creado por la Constitución brasileña de 1824, fue un organismo oficial que sustituyó al extinto Consejo de Procuradores Provinciales. La Constitución lo reguló en su título 4, capítulo V, "Dos Conselhos Geraes de Província, e suas atribuições." (en español: "De los Consejos Generales de Provincia y sus atribuciones")
Según su regulación, era un órgano de representación popular al igual que la presidencia de la provincia. En 1834, una enmienda constitucional sustituyó el Consejo General de la Provincia por las "Asambleas Legislativas Provinciales".